# وو بن
وو بن هو سبّاح صيني، مثّل بلاده في الألعاب البارالمبية الصيفية 2004.